# Николо-Одринский монастырь
Николо-Одринский монастырь (имеющий официальное название Одрино-Николаевский монастырь) — монастырь в селе О́дрина (Одрино, Одринское) Карачевского района Брянской области.
Основан в XIII или XIV веке. Год постройки — между 1376 и 1425 годами. Главная святыня — чудотворная икона Божией Матери «Споручница Грешных» (оригинал).

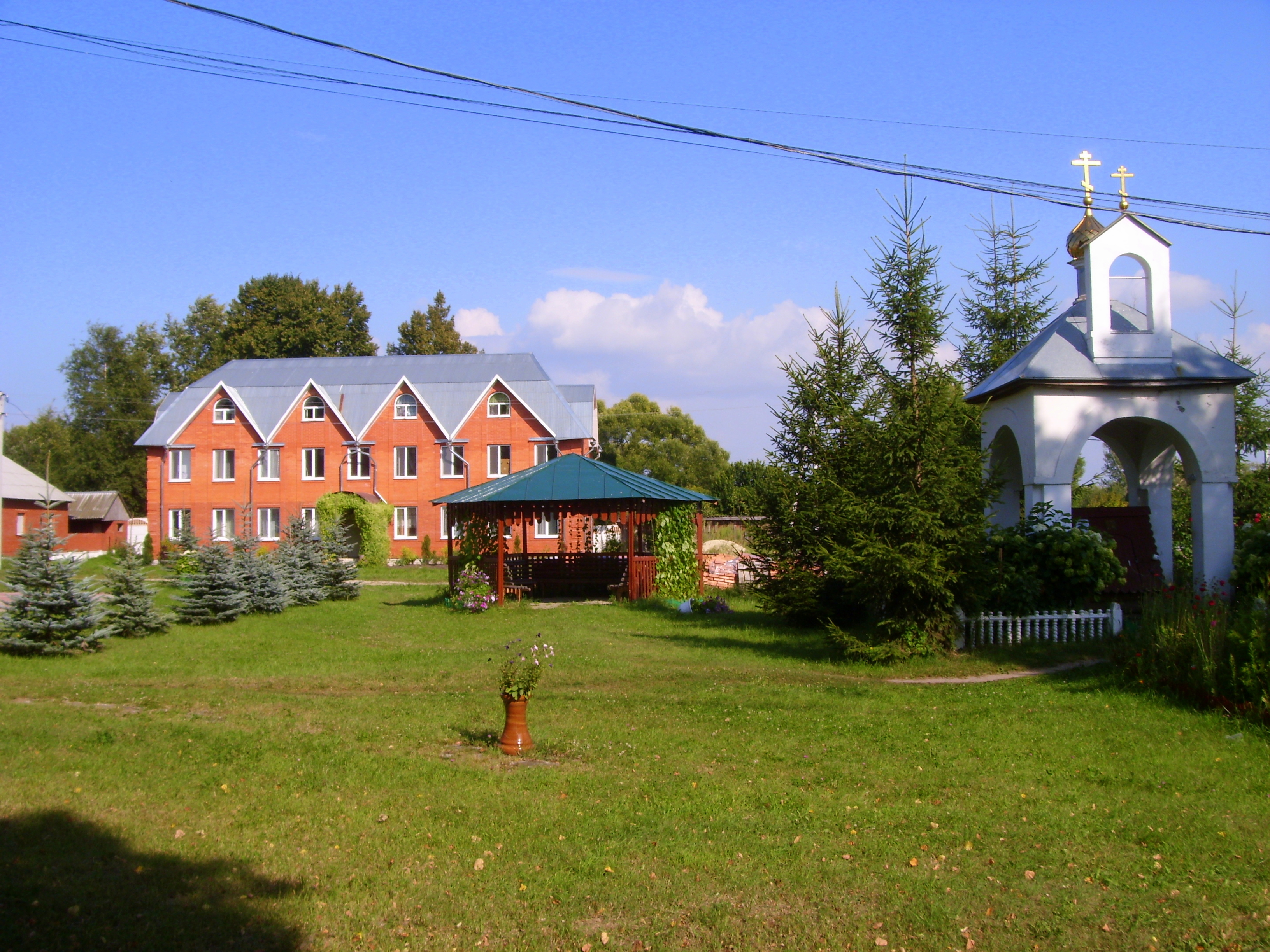
Монастырское подворье, 2013

## История

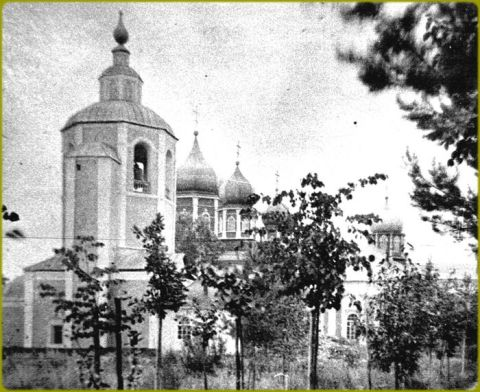
Одрино-Николаевский монастырь. Вид храма. Фотография конца XIX — начала XX века

Карачевский Одринский мужской монастырь во имя Святителя Николая образовался в начале XIII—XIV веке на месте явления чудотворного образа Святителя Николая. Трое братьев, жители Брянска, принесли сей образ в свой город, где сразу прекратилась страшная моровая язва. Церковь, построенная для образа, сгорела, а икона вновь появилась на прежнем месте, на древе сосны близ речки Одрины. Братья расценили это как предзнаменование свыше и на берегу Одрины снова была построена деревянная церковь, ставшая началом будущего монастыря.
Первоначально находился при реке Одрине, затем перенесён был за 2,5 версты на берегу реки Песочни.
Древнее существование монастыря подтверждается грамотой дочери литовского князя Ольгерда инокини Евпраксии, в миру Елены (была настоятельницей женского монастыря, расположенного недалеко от Одрина), которая пожертвовала монастырю землю в 1352 году. По этой грамоте, часть своих земель она отписала во владение Одриной пустыни, известной по летописям с 1626—1627 года. Известно, что монастырь сильно пострадал в Смутное время, но постепенно был восстановлен.
В 1697 году патриарх Адриан утвердил основание Одрина монастыря. Расцвет обители пришёлся на время управления ею настоятелем-игуменом Варнавой (1705—1720), назначенным императором Павлом Первым. За период его недолгого настоятельства в монастыре было произведено множество построек, в частности, каменный храм в честь иконы Божией Матери «Знамение» со звонницей и Николаевский соборный храм (вместо бывшей деревянной церкви).
Одрина пустынь, ранее малоизвестная, стала центром паломничества. Сам император Пётр Первый, не жаловавший монастыри, благоволил обители. В 1720 году «лихие люди» напали на обитель и буквально стерли её с лица земли, а старца Варнаву предали пытке огнём, от которой он и скончался. Только при игуменье Иувеналии состояние монастыря несколько улучшилось, но во времена Екатерины II вся принадлежащая монастырю земля была отобрана в пользу государственных крестьян. В 1764 году монастырь был признан заштатным и долгие годы бедствовал. В 1784 году монастырю вновь были пожертвованы 30 десятин земли и икона Божией Матери «Утоли моя печали».

Своего наибольшего величия и благолепия Одрин монастырь достиг при игумене Серапионе (1834—1856). До своего настоятельства старец Серапион подвизался в Бело-Бережской пустыни под руководством учеников преподобного старца Паисия Величковского, таких как Клеопа, Феодор и Лев Оптинский. Игумен Серапион возвел духовное устроение монастыря на высокий уровень, много сил было положено им и на внешнее благоустроение обители. Время настоятельства отца Серапиона ознаменовалось особо значимым для монастыря событием. В 1843 году здесь была прославлена чудотворная икона Божией Матери «Споручница грешных». Одним из последних настоятелей монастыря был архимандрит Феодосий, который вёл обширную хозяйственную деятельность. При нём был выстроен кирпичный завод и из собственного кирпича возведена ограда длиной 17 км, построена двухэтажная гостиница, разбиты пруды, в селе Одрино построена воскресная школа. Всего ко времени закрытия монастыря насчитывалось более семидесяти кирпичных строений.
До революции 1917 года в обители были собор святителя Николая с пятью куполами и пятью приделами: во имя святителя Николая, во имя иконы Божией Матери «Споручница грешных», во имя иконы Божией Матери «Утоли Моя Печали», во имя Воздвижения Креста Господня, во имя иконы Божией Матери «Знамение» с колокольней (1707), на которой в 1898 году был повешен большой колокол весом в 368 пудов; игуменский двухэтажный дом с колоннами (1825—1860); братский корпус (1856) с храмом во имя святителей Петра, Ионы и Алексия; надвратный храм во имя Иоанна Воина с приделом преподобного Сергия Радонежского; двухэтажная гостиница с колоннами (до 40 меблированных номеров, 1890). Монастырь был обнесён двумя кирпичными оградами: внутренней (1200 м) и внешней (17 км). Всего до закрытия монастыря насчитывалось до 90 кирпичных строений.

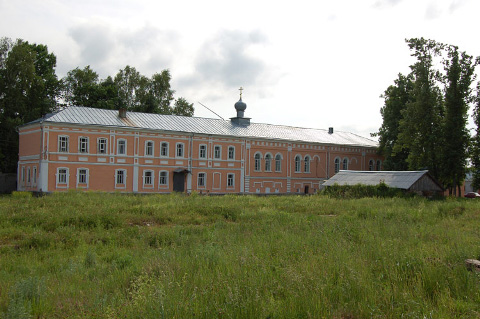
Сестринский корпус с храмом. Современный вид

### После 1917 года
В 1922 году на территории монастыря была размещена «опытная школа» (детская колония), чуть позже — военный полигон Западного фронта. В 1924 году монастырь был официально закрыт. Многие монахи нашли себе пристанище при храмах Карачева. В 1930 году шестеро монахов из братии Одринского монастыря вместе с бывшим настоятелем, епископом Агапитом, были осуждены по 58-й статье. Опустевшие храмы постепенно стали ветшать и разрушаться, ещё больший урон нанесли местные жители, начавшие разбирать постройки. Органами власти было принято решение разобрать колокольню (1928) и пятипрестольный соборный храм (1930). До наших дней сохранилось лишь два строения середины XIX века — игуменский дом и братский корпус.
Во время Великой Отечественной войны в этих зданиях размещался немецкий военный штаб, после войны здесь был детский дом и средняя школа-восьмилетка. В 1970 году детский дом закрыли. Некоторое время здесь находилась база отдыха швейной фабрики. Позднее здания опустели и были на грани разрушения.

## Современное состояние
2 марта 1995 года по благословению патриарха Московского и всея Руси Алексия II Николо-Одринский монастырь объявлен действующим женским монастырём. Настоятельницей монастыря была игумения Мариам.
19 декабря 2015 года митрополит Брянский и Севский Александр в соответствии с решением Священного синода Русской православной церкви от 22 октября 2015 года (журнал № 85) возвёл в сан игумении монахиню Серафиму (Якимчук) с назначением её на должность настоятельницы. Мариам стала почётной настоятельницей.
В настоящее время в монастыре сохранились две старинные постройки: игуменский корпус и братский корпус, в котором находятся: действующий храм во имя трёх святителей Василия Великого, Григория Богослова и Иоанна Златоуста, ризница, трапезная и кельи.
В Одрином монастыре находится чудотворная икона Матери Божией «Споручница грешных». В 2004 году состоялось освящение вновь построенного храма в честь этого святого образа.

## Святыни

### Икона Божией Матери «Споручница грешных»

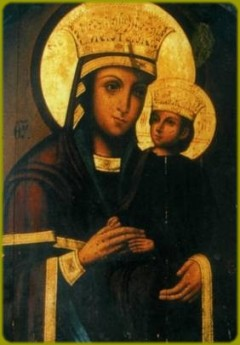
Первообраз иконы Богородицы «Споручница грешных», хранящийся в монастыре

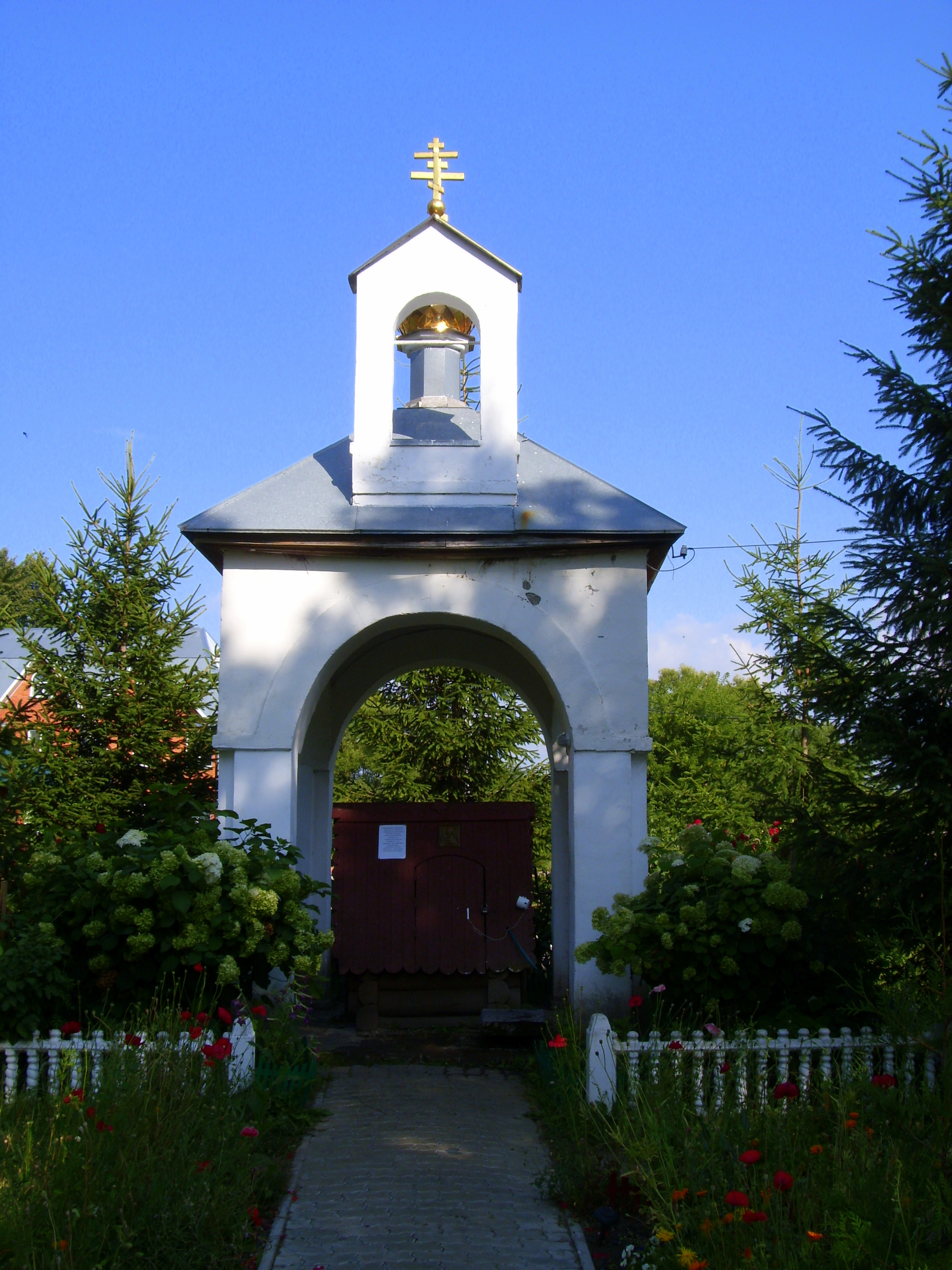
Источник святого Николая Чудотворца

Икона, прославившаяся в 1843 году, была утрачена. Во время Великой Отечественной войны территория монастыря, как и всей Брянской области, была оккупирована немцами. В братском корпусе находился неприятельский штаб. В 1943 году при освобождении Карачева в районе села Одрина шли жестокие бои. К этому времени относятся последние официальные сведения о первоначальной чудотворной иконе «Споручницы грешных».
В 1944 году в «Журнале Московской патриархии» были напечатаны выдержки из доклада епископа Димитрия (Градусова) о состоянии дел в Орловской епархии после освобождения её от немцев. В докладе, в частности, говорится: «Подлинник чтимой иконы Божией Матери „Споручницы грешных“ сожжён немцами при отступлении их близ г. Карачева». В настоящее время в монастыре — один из первых списков иконы, написанный при игумене Серапионе вскоре после прославления. В 1920-х годах, когда уцелевшие иконы из разорённого монастыря расходились по окрестным деревням, эта икона досталась жительнице села Старого Хотынецкого района современной Орловской области. В 1970-х годах её дом сгорел, она отдала икону соседям, а впоследствии передала прихожанке карачевского храма Всех Святых. В 1994 году последняя была пострижена в монахини и увезла икону в монастырь под Одессой. Однако примерно через год она вернулась и в декабре 1995 года поступила в Николо-Одринскую обитель, при этом икона осталась на Украине.
Вернуть её обратно вызвался схимонах Макарий, первый послушник и помощник настоятельницы Мариам, приехавший по её просьбе из Оптиной пустыни. Макарий был инвалидом — были парализованы ноги — и передвигался он на доске с колёсиками. Его миссия осложнялась ещё и тем, что к тому моменту икона находилась в частной коллекции. Однако 24 октября 1996 года чудотворная икона вернулась в родную обитель.

### Старинное напрестольное Евангелие
Надо сказать, что во время Великой Отечественной войны эти края почти два года были оккупированы Германией и летом 1943 года войска 11-й гв., 50-й и 61-й армий в ходе Хотынецкой наступательной операции, одной из четырёх главных операций, составляющих грандиозную битву за Орловский плацдарм, освободили Карачев. При этом немцы оказали упорное сопротивление, объясняемое тем, что у Карачева кончается открытая холмистая местность и начинаются брянские леса, через которые идет на запад лишь одна шоссейная дорога, и он являлся опорным узлом, закрывающим единственно выгодный путь к Брянску с востока. Во время отступления немецких войск, солдат по имени Хельмут, скрываясь от обстрела, укрылся в церкви Сергия Радонежского, выстроенной монастырем для жителей села. Находясь в смятении, он «взмолился Господу о спасении и дал обет, если останется в живых, то посвятит себя Богу». Пройдя всю войну с найденным в храме Евангелием, вернулся домой и стал пастором Лютеранской церкви. Все годы Евангелие он хранил дома. Отреставрировал оклад и отремонтировал переплет. В 1993 г., незадолго до кончины пастор Хельмут посетил Одрино, но храма к тому моменту уже не было, и он передал Евангелие в карачевский собор Михаила Архангела. Через полтора года, когда возобновился Одрин монастырь, настоятель собора передал Евангелие в обитель. В первые годы существования монастыря его посещали родственники уже покойного пастора Хельмута.
Освобожденный 15 августа 1943 года Карачев, был в очередной раз полностью разрушен и сожжен. К. Федин писал: «Стоя в центре города, свободно видишь горизонты. Ничто не препятствует взору, все сооружения, возвышавшиеся, когда-то над землей, низвергнуты и сровнены с низиной, набегающие сюда из далеких болот и лугов. Признаки жилья всюду так основательно уничтожены, что между центром и окраинами не стало разницы, и ветер беспрепятственно несёт сюда с недавнего пригородного боя тонко-сладкий, приводящий в содрогание живого человека трупный запах. Воистину можно сказать: здесь был Карачев».

### Икона Святителя Николая
На глазах у монахинь 4 января 1998 года проявился лик Святителя Николая на старой, совсем тёмной иконе.
Святыни находятся в домовом храме Трёх Святителей в братском корпусе.

## Монастырские праздники
Помимо общепринятых двунадесятых и великих праздников и памятных дат РПЦ, у обители есть свои чтимые праздники:
- 19 декабря и 22 мая — память свт. Николая;
- 12 февраля — престольный праздник храма в честь Трех святителей Василия Великого, Григория Богослова и Иоанна Златоуста;
- 20 марта и 11 июня — празднование в честь чудотворной иконы Божией Матери «Споручница грешных»;
- 24 октября — празднование в честь возвращения в обитель чудотворной иконы Божией Матери «Споручница грешных».